# Adorazione dei pastori (van der Goes)
L'Adorazione dei pastori è un dipinto a olio su tavola (97x245 cm) di Hugo van der Goes, databile al 1480 circa e conservato nella Gemäldegalerie di Berlino.

## Storia
Opera dell'ultima fase creativa, a causa del suo formato insolito fu ritenuta in passato il pannello inferiore di un retablo, ipotesi oggi scartata come alquanto improbabile. Fu acquistata dal museo nel 1903. 

## Descrizione e stile

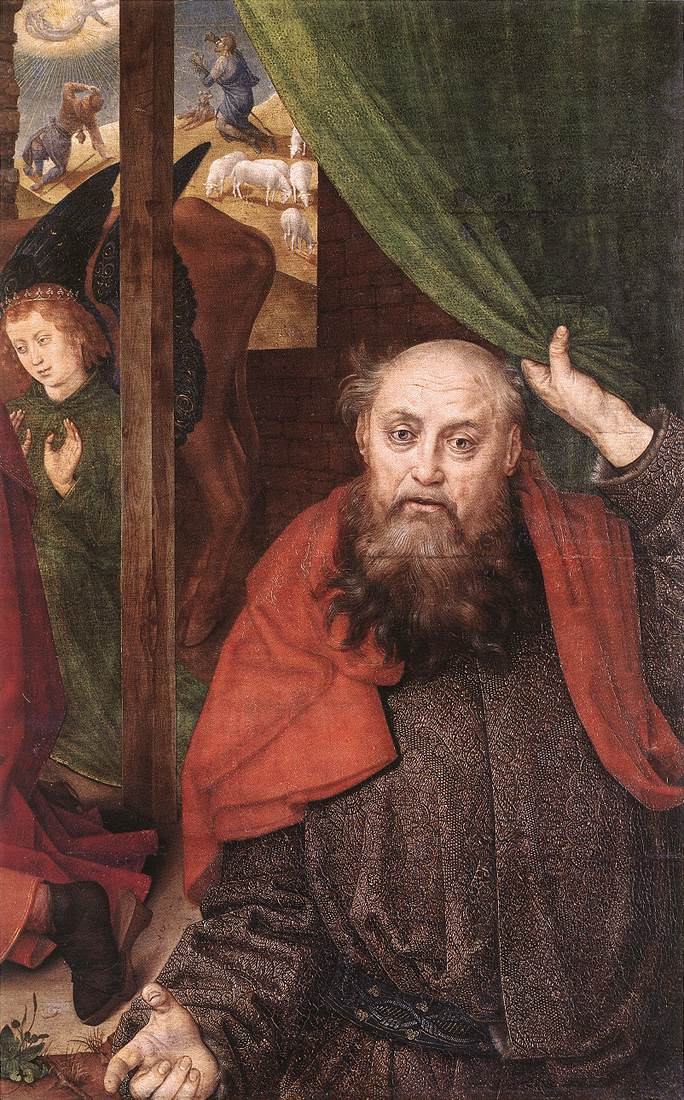
Dettaglio

La scena ha un'impaginazione originalissima, che mette in scena una vera e propria sacra rappresentazione. Ai lati i profeti Isaia e Geremia infatti discostano una tenda-sipario (fermata tramite anelli a una pertica che corre lungo tutto il bordo superiore), invitando lo spettatore ad assistere al prodigio religioso che fa avverare le loro profezie. La culla del Bambino Gesù, al centro e in prospettiva intuitiva, è attorniata da una serie di figure che lo pregano, a partire da Maria e Giuseppe, da un gruppo di angeli (inginocchiati e in volo), dal bue e l'asinello, fino a una serie di pastori che accorrendo sta varcando la soglia della capanna togliendosi il cappello e inginocchiandosi, pieni di curiosità e di gioia. Seguono a breve distanza altri due, uno dei quali sta suonando un flauto. Sono stati infatti appena avvertiti da angeli, come si vede nello sfondo a destra. 
In basso alcune pianticelle ed altri oggetti simbolici sono indagati con molta precisione. Tra questi il fascio di spighe di grano che allude all'eucaristia, secondo le parole pronunciate da Gesù Cristo: «Io sono il pane disceso dal cielo» (Gv 6,41).
Come in altre opere dell'artista, i personaggi sono altamente espressivi, colti in gesti caricati e con espressioni molto individualizzate, legate a tipi fisici molto individualizzati, che si ritrovano anche in altre opere dell'artista.